# Il-114 (航空機)
Il-114
- 用途：旅客機
- 分類：リージョナルジェット
- 設計者：イリューシン設計局
- 製造者：TAPOiCh（英語版）
- 運用者： ロシア、 ウズベキスタン
- 初飛行：1990年3月29日
- 生産数：20機
- 運用開始：1998年8月27日

Il-114(イリューシン114；ロシア語:Ил-114イール・ストー・チトィールナッツァチ)は、ロシアのイリューシン設計局が開発した60席クラスの地域路線用のターボプロップ双発旅客機である。初飛行は1990年。

## 概要
Il-114は、ソ連時代に開発されたAn-24やIl-14といった機体の後継機として位置けられている。機体形状は、プロペラ機としては一般的なものであり、低翼配置の主翼を持ち、通常形式の尾翼がある。一部に複合材を使用し軽量化が図られ、二重隙間フラップの高揚力装置を有する。
1980年代から開発が始められたが、ソ連邦末期の経済混乱の影響により、試作機の初飛行は1990年3月29日まで遅延した。1992年8月7日には量産型の飛行にも成功し、また西側のパリ航空ショーにも1991年に出品されていた。しかし、その後は、1993年7月5日に量産2号機が墜落したことも含め、開発スピードは経済混乱のため緩慢になり、型式証明の交付を受けたのは1997年4月26日のことであり、営業路線に就航したのは1998年8月27日にウズベキスタン航空によってであった。
Il-114は国際的分業体制で製造されており、設計と営業はロシア、主翼はルーマニア、尾部はブルガリア、そのほかの機体各部がポーランドなどである。また最終組み立てはウズベキスタンのタシュケントで行われている。
操縦系統は、CRT使用のグラスコックピットを採用している。

## 派生型（計画案も含む）
- Il-114

初期生産型・64席・航続距離1,000km
- Il-114-100

プラット・アンド・ホイットニー・カナダ PW-127装着型・64席・航続距離：1400km
- Il-114-120

プラット・アンド・ホイットニー・カナダ PW-127H装着型・64席
- Il-114-300

航続距離延長型・クリーモフ TV7-117S・52席・航続距離：2100km
- Il-114T

貨物型・2001年春に2機製造
- Il-114P

海上パトロール型
- Il-114MP

海上パトロール/攻撃型
- Il-114FK

軍事用偵察機・地図作成用
- Il-114PR

情報収集型
- Il-140

早期警戒型。
- Il-140M

海難救助用

## 運用者
- ウズベキスタン航空

PW-127Hエンジン搭載の52席仕様。6機(UK-91104, UK-91105, UK-91106, UK-91107, UK-91108, UK-91109)を保有し、3機がフライアブルであった。
2018年3月にIl-114-100を段階的に廃止しA320ceo/neoに置き換える決定を下した。廃止理由は不十分な座席収容能力、アフターサービスにあるという。Il-114機は1-2ヵ月で用廃となり、リースアウトするという。ウズベキスタン航空はキルギスタン航空にリースすることに関心を示している。
2018年5月1日、用廃となった。
- レーダーMMS（ロシア語版）

Il-114LL(飛行実験室)を1機保有。

## 仕様
- 運航乗員 : 2
- 乗客 : 52-64
- 全長 : 26.87m
- 全幅 : 30.00m
- 高さ : 9.18m
- 翼面積 : 81.9 m2
- エンジン : クリーモフ TV7-117S 双発
- 推進力 : 2,500 shp
- 最大離陸重量 : 23,500 kg
- 機体重量 : 15,000kg
- 巡航速度 : 450 km/h
- 航続距離 : 1,000 km(初期生産型)
- 航続距離 : 2,100 km(Il-114-300)